# Amanite à voile jaune
Amanita flavoconia
Espèce
Synonymes
- Amplariella flavoconia (G.F.Atk.) E.-J.Gilbert
- Venenarius flavoconius (G.F.Atk.) Murrill

L'Amanite à voile jaune (Amanita flavoconia) est une espèce de champignons, toxique, voire mortelle, du genre Amanita de la famille des Amanitaceae. Elle a un chapeau orangé avec, à l'état jeune, des taches ou des excroissances jaunes, un anneau jaune-orange et un pied allant du blanc à l'orange. Commune et répandue dans toute l'Amérique du Nord, Amanita flavoconia pousse sur le sol dans les forêts feuillues et mixtes, en particulier en association avec les pruches.

## Taxonomie
Amanita flavoconia a d'abord été décrite par le naturaliste américain George Francis Atkinson en 1902, en se basant sur un spécimen trouvé dans les bois au nord de Fall Creek, près du lac Cayuga dans l'état de New York. Jean-Edouard Gilbert l'a placé dans le genre Amplariella en 1941, alors que, en 1948, William Alphonso Murrill pensait qu'il valait mieux le faire appartenir au genre Venenarius, ; ces deux genres ont été depuis réintégrés dans le genre Amanita.
L'épithète spécifique flavoconia signifie jaunâtre et conique.

## Description

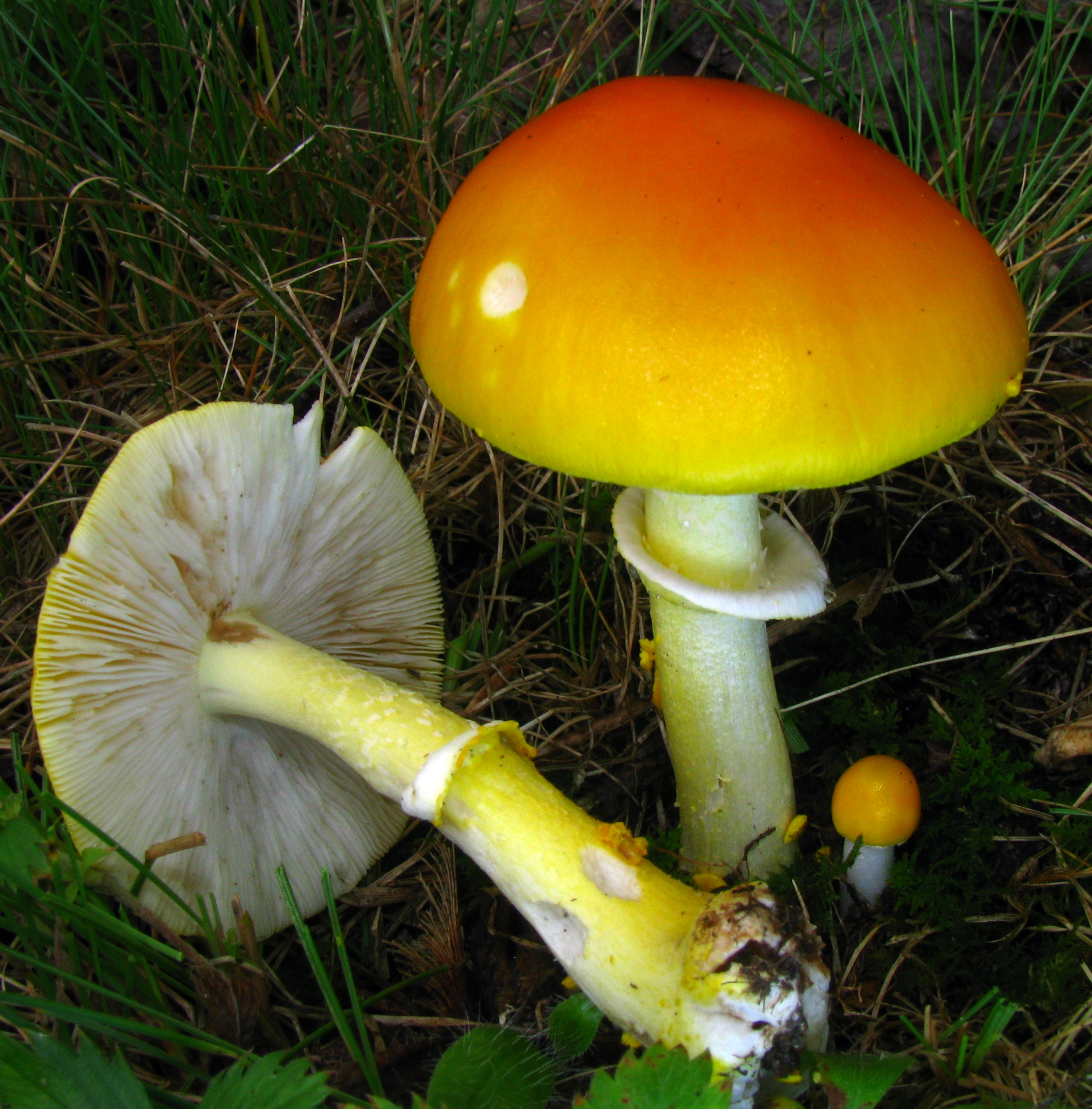
Spécimen mature

Le chapeau est initialement de forme ovoïde, mais à maturité devient convexe et éventuellement aplati. De jaune-orangé à orange vif, il atteint un diamètre de 3 à 9 cm. Les spécimens jeunes sont couverts de verrues jaune qui peuvent s'enlever facilement ou être emportées par la pluie.

## Espèces similaires

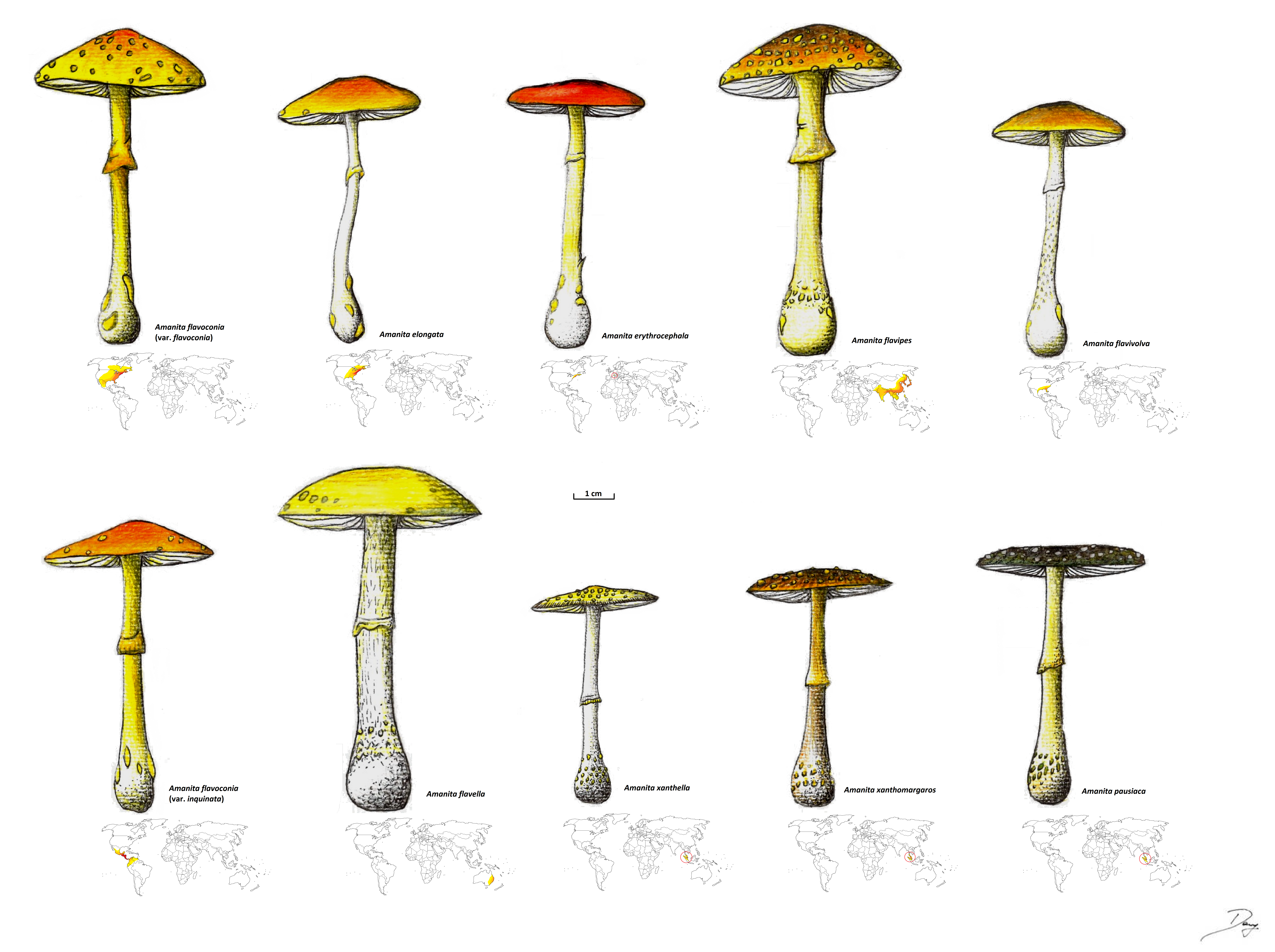
Espèces proches

Cette espèce a souvent été confondue avec A. muscaria, dont certaines sous-espèces sont également de couleur orange. Elle a aussi une certaine ressemblance avec A. frostiana et A. flavorubescens. Une étude de 1982 a conclu qu'une « grande majorité » des spécimens d'herbier étiquetés comme A. frostiana étaient en fait A. flavoconia. L'utilisation des caractéristiques microscopiques est nécessaire pour distinguer clairement les espèces: A. flavoconia a des spores elliptiques amyloïdes, tandis que A. frostiana a des spores rondes, non amyloïdes ; A. muscaria a des spores non amyloïdes, elliptiques. Sur le sol, A. flavorubescens se distingue généralement par la couleur jaune de son chapeau.

## Habitat et répartition

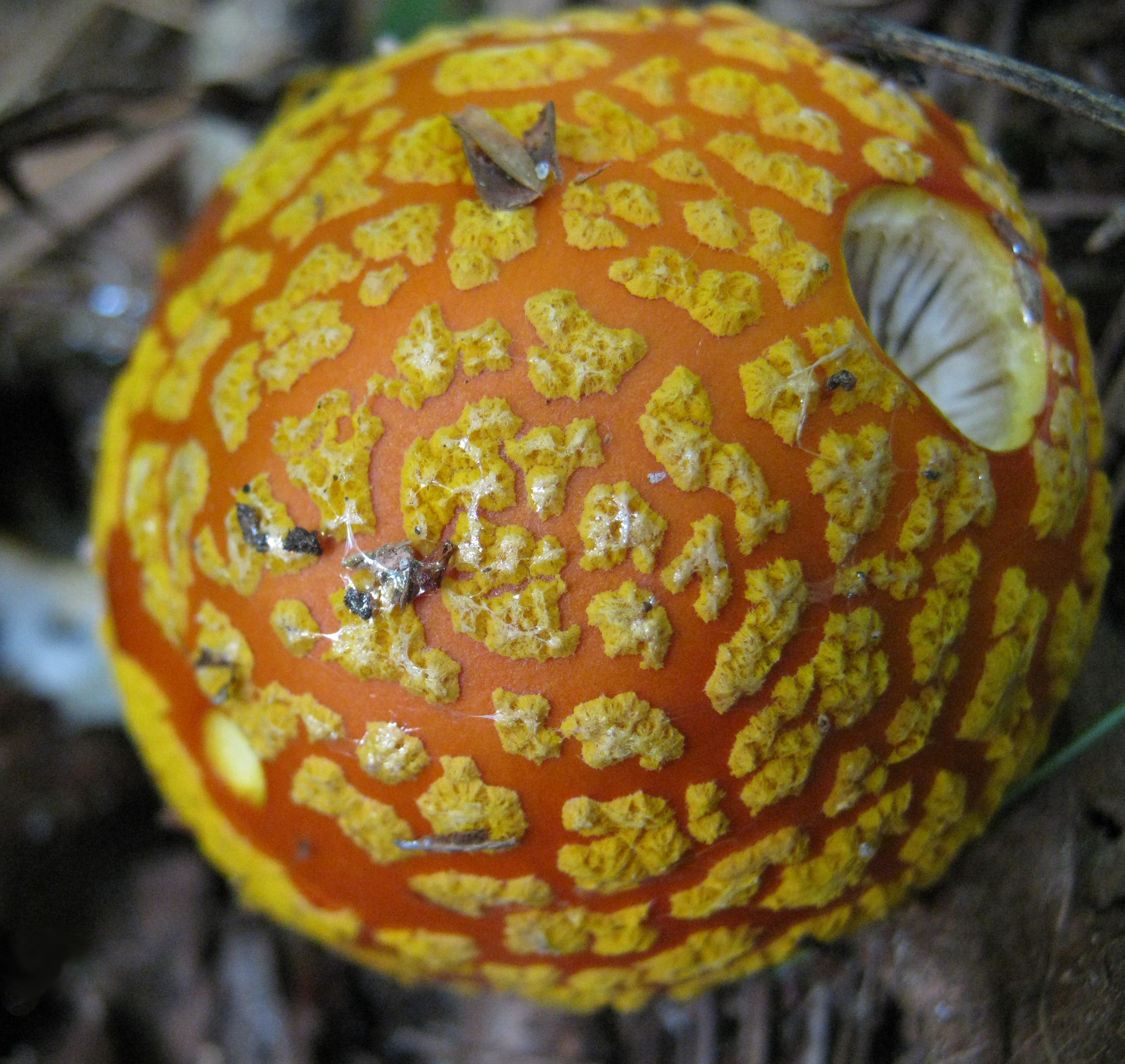
Chapeau d'un spécimen jeune

Champignon mycorhizien commun, Amanita flavoconia pousse en solitaire ou en groupes sur le sol durant l'été et l'automne, dans les bois de feuillus et mixtes. Connu pour préférer les pruches, il est également associé dans les forêts de haute altitude à l'épinette rouge.
En Amérique du Nord, Amanita flavoconia a une large répartition et a été recueilli en plusieurs endroits, comme l'Ontario, au Canada, l'Iowa aux États-Unis et au Mexique, Il a été décrit comme « l'une des espèces d'amanite les plus communes et répandues dans l'est de l'Amérique du Nord. »